# كارلوس غونزاليس (كاتب)
كارلوس غونزاليس (بالإسبانية: Carlos González)‏ (و. 1985  م) هو لاعب كرة قاعدة، وكاتب سيناريو، من فنزويلا، ولد في ماراكايبو، مركز لعبه هو لاعب دفاع ‏.

## جوائز
حصل على جوائز منها:
- Player of the Year ‏ (2010).

## روابط خارجية
- كارلوس غونزاليس على موقع دوري كرة القاعدة الرئيسي (الإنجليزية)
- كارلوس غونزاليس على موقعبيزبول رفرنس.كوم (الدوري الرئيسي) (الإنجليزية)
- كارلوس غونزاليس على موقعبيزبول رفرنس.كوم (الدوري الثانوي) (الإنجليزية)
- كارلوس غونزاليس على موقع إي إس بي إن.كوم (أم.أل.بي) (الإنجليزية)
- كارلوس غونزاليس على موقع مشجعي الرسوم البيانية (الإنجليزية)